# Släntskimmerspindel
Släntskimmerspindel (Micaria nivosa) är en spindelart som beskrevs av Ludwig Carl Christian Koch 1866. Släntskimmerspindel ingår i släktet Micaria och familjen plattbuksspindlar. Arten är reproducerande i Sverige. Inga underarter finns listade i Catalogue of Life.